# Skate 2
Skate 2 — компьютерная игра в жанре симулятора скейтбординга, разработанная EA Black Box и выпущенная Electronic Arts для консолей Xbox 360 и PlayStation 3 в январе 2009 года. Сиквел игр Skate и Skate It.
События игры разворачиваются спустя пять лет после оригинала. Город Сан Ванелона пострадал от землетрясения, а его большую часть контролирует компания «Mongocorp», которая повсеместно борется со скейтерами. Главному герою предстоит вновь покорить город и вернуть популярность скейтбординга, одолев корпорацию.
Игра получила множество положительных отзывов от игроков и критиков за свои нововведения. Спустя год был выпущен сиквел — Skate 3.

## Игровой процесс
Как и в оригинале, во главе угла стоит система «Flick It»: с помощью правого стика игрок контролирует ноги скейтера, выполняя различные трюки. За выполнение трюков игрок получает очки. Их количество зависит от сложности трюка и чистоты его исполнения. Сами трюки могут быть связаны в цепочки. Чем длиннее цепочка, тем выше множитель и тем больше очков игрок получит в итоге. Сам перечень трюков существенно расширился. В арсенале игрока появились новые виды грэбов, лип-трюки (балансировка на краю рампы), «хиппи-джамп» (прыжок отдельно от доски) и «скитчинг» (скейтер цепляется за проезжающий автомобиль). Другой новой возможностью стала способность перемещаться пешком. Это не только упрощает перемещение, но и позволяет оперировать с предметами на уровне, перемещая их. С помощью телефона игрок может бросать вызов другим скейтерам, или же сам получать приглашения на состязания.
Появились новые режимы игры. Режим «Tharsher’s Hall of Meat», целью которого является сломать как можно больше костей. В режиме «Freeskate» можно настраивать такие параметры, как плотность движения и пешеходов, а также активность зон «Mongocorp». Появился режим локального мультиплеера — «Party Mode», где несколько игроков соревнуются друг с другом по очереди. В обычном же мультиплеере игроки, как и раньше, могут либо играть вместе, катаясь по городу, либо соревноваться друг с другом на получение очков и денег. Добавился «неоцениваемый» режим, отличающийся от предыдущего тем, что очки и деньги игроков не меняются.
В начале игрок может полностью настроить внешний вид персонажа, а также подрегулировать доску под определенный стиль катания. Очередным нововведением стала возможность играть и за женского персонажа. После настройки начинается стандартный геймплей. Игроку необходимо выполнять различные задания: от соревнований с другими скейтерами до участия в спонсорских состязаниях. За успешное выполнение игрок получает деньги, которые он может потратить на одежду или недвижимость. Карта города доступна игроку из меню, давая также возможность не только перемещаться к местам конкретных заданий, но и перемещать объекты с помощью маркеров. Другой особенностью игры стали зоны корпорации «Mongocorp». В них за игроком ведется настоящая охота, а большинство объектов имеют специальные ограничители для скейтеров. Ограничители можно сшибать, но если игрока поймают, то их все вернут на место.
Расширились возможности для игрового сообщества. Режим «skate.reel» снова позволит игрокам со всего мира обмениваться своими видеоматериалами. Добавился режим «Create-A-Spot», позволяющий игрокам создавать собственные испытания и выкладывать их в сеть. Кроме того, появилась возможность создавать собственные картинки и логотипы, которые можно использовать самому или делиться ими с другими игроками. К сожалению, с тех пор их поддержка прекратилась. Помимо новых возможностей, для игры было выпущено немало загружаемого контента.

### Загружаемый контент
Загружаемый контент доступен для покупки в Xbox Live Marketplace или PlayStation Store.
- Time is Money — открывает все парки и дополнительный контент, которые можно получить, как правило, после прохождения сюжетной линии.
- Filmer Pack — даёт игроку больше опций для управления камерой во время редактирования видео. Также в этом дополнении есть новые жесты и движения.
- Rob Dyrdek’s Fantasy Factory — открывает фабрику за пределами площади.
- San Van Classic Pack — включает локации Community Center, Elementary School и Parkade locations из оригинальной игры.
- Throwback Pack — открывает ретро-движения и классические жесты[5].

## Сюжет
События игры разворачиваются спустя пять лет после событий Skate. За время событий, описанных в Skate It, город пострадал от землетрясений и теперь лежит в руинах. Городской совет и торгово-промышленная палата сочли скейтбординг за преступную деятельность. Корпорация «Mongocorp» отстраивает часть города, а за одно устанавливает тотальных контроль за скейтбордингом по всему Нью Сан Ванелона (англ. New San Vanelona). Герою предстоит заново построить свою карьеру и вернуть популярность скейтбординга в городе.

## Разработка
12 февраля 2008 года президент EA Games, Фрэнк Жибье, во время презентации аналитикам заявил, что продажи Skate «превысили ожидания компании». Сама игра была анонсирована в мае 2008.
Исполнительный продюсер проекта, Скотт Блэквуд, заявил, что студия «остается верной системе FlickIt», но теперь намерена дать игроку «гораздо большее». По словам разработчиков, новая Сан Ванелона (теперь Нью Сан Ванелона) получит больше архитектурных сходств с такими городами как Барселона, Сан-Франциско и Ванкувер, чем в оригинале. Также были отмечены «плавный переход от одиночной игры к многопользовательской» и новые соревновательные режимы.
Демо-версия была выпущена 8 января в Xbox Live и 15 января в PlayStation Store. Игроку давалась возможность создать скейтера и опробовать новые механики игры на небольшом участке карты под названием «Slappy’s Skatepark», а также опробовать видеоредактор и соревновательный режим. Игра появилась на полках магазинов 21 января 2009 года.

## Рецензии
| Сводный рейтинг    | Сводный рейтинг              |
| Агрегатор          | Оценка                       |
| ------------------ | ---------------------------- |
| GameRankings       | 84,03 % (X360) 83,02 % (PS3) |
| Metacritic         | 83/100                       |
| Иноязычные издания |                              |
| Издание            | Оценка                       |
| 1UP.com            | A-                           |
| CVG                | 8,4/10                       |
| Eurogamer          | 8/10                         |
| Game Informer      | 9/10                         |
| GameSpot           | 7,5/10                       |
| GameTrailers       | 8,0/10                       |
| IGN                | 8,3/10                       |
| OXM                | 8/10                         |
| Playr              | 9/10                         |

Игра получила положительные отзывы. Metacritic поставил игре средний балл 84 из 100 для обеих версий, основываясь на 50 рецензиях для Xbox 360 и 70 для PlayStation 3, назвав отзывы «в целом положительными». На агрегаторе GameRankings игра имеет 83 % для PlayStation 3 (42 обзора) и 84 % для Xbox 360 (64 обзора).
OXM дали игре 8 баллов из 10, дополнив, что управление хорошее, но будет трудным для казуальных игроков. GameInformer поставили Skate 2 оценку в 9 баллов, заявив, что игра «решает неразрешимую задачу, освежая старый геймплей». Было отмечено, что даже за всеми новыми трюками ощущается старая улучшенная формула оригинала.
GameSpot присудили игре 7,5 баллов, приветствуя нововведения, но назвав ходьбу и перемещение предметов неуклюжими. IGN поставили игре 8,3 из 10, похвалив BlackBox за обновленный и веселый геймплей. Критике же подвергся проседающий местами сюжет и графическая составляющая игры, которая «могла быть и лучше».